# Chappell Roan
Kayleigh Rose Amstutz (Willard, 19 februari 1998), bekend onder haar artiestennaam Chappell Roan, is een Amerikaans zangeres.
Roan begon haar carrière via YouTube en tekende een contract bij Atlantic Records. Hier verscheen haar debuutep School Nights. Na het uitblijven van succes liet haar platenlabel haar vallen en ging ze verder als indie-artiest. Ze veranderde haar (muziek)stijl aanzienlijk en bracht in 2023 haar debuutalbum The Rise and Fall of a Midwest Princess uit. Roan brak echter pas echt door met de single 'Good Luck, Babe!' (2024). Haar liedjes zijn geïnspireerd door synthpop uit de jaren 80 en haar stijl door dragqueens.

## Biografie
Roan werd geboren en groeide op in een dorp in Missouri, naar eigen zeggen in een woonwagenkamp. Ze groeide op in een conservatief en streng christelijk gezin, dat drie keer in de week naar de kerk ging. Homoseksualiteit en seks werden door de familie afwijzend benaderd. Dit had een blijvende invloed op Roan die queer is.
Roans familie en vrienden ontdekten haar talent voor muziek bij een talentenjacht op school. Later begon Roan originele nummers op YouTube te plaatsen, onder de artiestennaam Chappell Roan. Haar artiestennaam ontleende ze aan de achternaam van haar in 2016 overleden grootvader Dennis Chappell en de titel van zijn favoriete lied 'The Strawberry Roan'. Haar Youtube-video's en optredens in New York zorgden ervoor dat Roan op haar zeventiende een platencontract tekende bij Atlantic Records.
Bij Atlantic Records bracht Roan in 2017 een ep uit, genaamd School Nights. Een jaar later verhuisde ze naar Los Angeles om een carrière als singer-songwriter op te bouwen. Daar ontmoette ze producer Dan Nigro. Met hem begon ze nummers te schrijven die heel anders klonken dan haar werk op School Nights. In april 2020 bracht ze haar eerste nummer met hem uit: 'Pink Pony Club'. Commercieel succes bleef echter uit en haar platenlabel liet haar gaan. Roan keerde terug naar haar geboortedorp en twijfelde sterk of ze haar carrière in de muziek moest doorzetten. In het najaar van 2020 besloot ze zichzelf nog een kans te geven en verhuisde ze opnieuw naar Los Angeles. 'Pink Pony Club' werd, ondanks het gebrek aan commercieel succes, een kleine sleeper hit op TikTok.
Ondertussen was Roans producer Dan Nigro begin 2021 doorgebroken met zijn werk met Olivia Rodrigo. Toen hij weer met Roan aan de slag ging, spoorde hij haar aan om zelf aan de slag te gaan. Hierop bracht Roan zelf de nummers 'Naked in Manhattan', 'My Kink Is Karma', 'Femininomenon' en 'Casual' uit. Begin 2023 ging ze, opnieuw zonder platenlabel om haar te ondersteunen, op tour. In deze periode ontwikkelde Roan haar artiestenpersona verder: geïnspireerd door de make-up en cultuur van dragqueens trad ze op in theatrale make-up, pruiken en kostuums. Ook haalt ze inspiratie uit horrorfilms, theater en burleske.
In het voorjaar van 2023 tekende Roan een contract bij Dan Nigro's nieuwe platenlabel. Hier bracht ze haar eerste studioalbum The Rise and Fall of a Midwest Princess uit. Het album werd positief ontvangen en door verschillende critici gezien als een van de beste albums van 2023. Kort na het verschijnen van haar debuutalbum begon Roan aan haar tweede tour, waarbij ze niet alleen optreedt in Noord-Amerika, maar ook in Europa en Australië. Begin 2024 is ze de opening act voor Olivia Rodrigo bij haar optredens in de Verenigde Staten en Canada.
Met het nummer 'Good Luck, Babe!' weet Roan in het voorjaar van 2024 door te breken in de hitlijsten.

## Discografie

### Albums
| Album met eventuele hitnotering(en) in de Nederlandse Album Top 100 | Datum van verschijnen | Datum van binnenkomst | Hoogste positie | Aantal weken | Opmerkingen |
| ------------------------------------------------------------------- | --------------------- | --------------------- | --------------- | ------------ | ----------- |
| School Nights                                                       | 2017 (ep)             | -                     | -               | -            |             |
| The Rise and Fall of a Midwest Princess                             | 2023                  | 08-06-2024            | 2               | 20           |             |

### Singles
| Lied             | Verschijnen     | Album | Hitlijsten | Hitlijsten | Hitlijsten  | Hitlijsten  | Hitlijsten   | Hitlijsten   | Opmerkingen       |
| Lied             | Verschijnen     | Album | BE (VL)    | BE (VL)    | NL (Top 40) | NL (Top 40) | NL (Top 100) | NL (Top 100) | Opmerkingen       |
| Lied             | Verschijnen     | Album | Piek       | Weken      | Piek        | Weken       | Piek         | Weken        | Opmerkingen       |
| ---------------- | --------------- | ----- | ---------- | ---------- | ----------- | ----------- | ------------ | ------------ | ----------------- |
| Good Luck, Babe! | 2024            | —     | 7          | 35         | 28          | 8           | 25           | 34           | Platina in België |
| Pink Pony Club   | 2022/15-02-2025 | —     |            |            | —           | —           | 71           | 5            |                   |
| The Giver        | 14-03-2025      | —     | 16         | 20         | 22          | 13          | 67           | 1            | Alarmschijf       |
| The Subway       | 09-08-2025      | —     | 24         | 2*         | 24          | 2           |              |              |                   |

### NPO Radio 2 Top 2000
Van Chappell Roan stond alleen Good Luck, Babe! in 2024 in de NPO Radio 2 Top 2000, op plek 1447.

## Tours
- Naked in North America Tour (2023)
- The Midwest Princess Tour (2023–2024)